# 登加站
登加站（英語：Tengah Station，代號：JS3）是新加坡地鐵裕廊區域線上的車站，位于新加坡本岛登加规划区。车站于2019年动工，预计将于2026年启用。
此站將成為新加坡地鐵裕廊區域線東支線的北端終點站，容許東支線乘客轉乘主線列車。此站起載的列車將以班丹蓄水池站為終點站。